# Grypa szaleje w Naprawie
Grypa szaleje w Naprawie – jedna z najbardziej znanych powieści polskiego poety i prozaika Jalu Kurka, po raz pierwszy wydana w roku 1934, później wznawiana wiele razy i będąca przedmiotem analiz literackich.
Wydana została po raz pierwszy pod koniec 1934 roku w wydawnictwie Gebethner i Wolff, z datą z 1935 roku.
Została również wydana w przynajmniej 8 językach obcych, np. rosyjskim 1935 Gripp svirepstvuet v Naprave (OCLC 830157400), niemieckim 1936 Die Grippe wütet in Naprava (OCLC 864189961), słowackim 1975 Epidémia (OCLC 848245199).
Jej tematyka ma charakter społeczno-obyczajowy. Na przykładzie tytułowej rzeczywistej wsi Naprawa (z którą autor był związany rodzinnie) oraz okolicznych miasteczek (Jordanowa, Rabki) powieść przedstawia niezwykle trudne warunki życia wiejskiego i małomiasteczkowego w latach wielkiego kryzysu, najprawdopodobniej na początku lat trzydziestych XX wieku (lata 1933–1934).
Za powieść Kurek otrzymał Nagrodę Młodych Polskiej Akademii Literatury (formalnie przyznaną za jej fragment opublikowany w 1934 roku w „Wiadomościach Literackich”, przed ukończeniem przez autora trzydziestu lat).